# قائمة مواقع التراث العالمي في المكسيك

مواقع التراث العالمي التي تعلنها اليونسكو هي أماكن ذات أهمية ثقافية أو طبيعية حسبما ورد في اتفاقية التراث العالمي لليونسكو والتي وضعت عام 1972. وافقت المكسيك على الاتفاقية في 23 شباط (فبراير) 1984، ما أتاح أن تصبح مواقعها التاريخية مؤهلة لإدراجها في القائمة. حتى عام 2017، كان عدد مواقع التراث العالمي في المكسيك 34 موقعاً، منها 27 موقعاً تراثياً و6 مواقع طبيعية وموقع مختلط.
أدرجت المواقع الستة الأولى في القائمة في الدورة الحادية عشرة للجنة التراث العالمي والتي عقدت في مقر اليونسكو في باريس، وهذه المواقع هي: سيان كان، مدينة بالينكي ما قبل الاستعمار الإسباني، المركز التاريخي لمدينة مكسيكو، مدينة تيوتيهواكان قبل الاستعمال الإسباني، المركز التاريخي في مدينة أوخاكا، الموقع الأثري في مونتي ألبان، المركز التاريخي لمدينة بويبلا.
إضافة إلى مواقعها المدرجة، يوجد في المكسيك 22 موقعاً في القائمة المؤقتة، لينظر في ترشيحها مستقبلاً.

## مواقع التراث العالمي
الموقع؛ حسب تسميات لجنة التراث العالمي
الموقع؛ على مستوى مدينة أو إقليم أو مقاطعة مع الإحداثيات الجغرافية
المعيار؛ كما عرّفته لجنة التراث العالمي
المساحة؛ بالهكتار وأكر. كما ذكر حجم المنطقة العازلة إن توَفّر. عدم وجود قيمة يعني عدم توفر بيانات من اليونسكو
السنة؛ التي أدرجت فيها الموقع في قائمة التراث العالمي
الوصف; معلومات موجزة عن الموقع، بما فيها سبب تأهيل الموقع
| اسم الموقع                                                                 | صورة | موقعه | النوع                          | المساحة هكتار (أكر)        | السنة | الوصف  |
| -------------------------------------------------------------------------- | ---- | --- | ------------------------------ | -------------------------- | ----- | ------ |
| مناظر شجرة أغاف والمنشآت الصناعية القديمة في تيكيلا                        |      | ولاية خاليسكو 20°51′47″N 103°46′43″W / 20.86306°N 103.77861°W                                                                                | ثقافي: (ii)(iv)(v)(vi)         | 35,018.852 (86,533.47)     | 2006  | [ 7 ]  |
| مدينة المايا القديمة والغابات الاستوائية المحمية في كالاكمول وكامبيتشي     |      | ولاية كامبيتشي 18°3′11″N 89°44′14″W / 18.05306°N 89.73722°W                                                                                  | مختلط: (i)(ii)(iii)(iv)(ix)(x) | 331,397 (818,900)          | 2014  | [ 8 ]  |
| النظام الهيدروليكي لقناة بادري تمبليك                                      |      | ولاية مكسيكو وولاية هيدالغو 19°50′7″N 98°39′45″W / 19.83528°N 98.66250°W                                                                     | ثقافي: (i)(ii)(iv)             | 6,540 (16,200)             | 2015  | [ 9 ]  |
| منطقة المعالم الأثرية في شوتشيكالكو                                        |      | ولاية موريلوس 18°48′37″N 99°16′30″W / 18.81028°N 99.27500°W                                                                                  | ثقافي: (iii)(iv)               | 707.65 (1,748.6)           | 1999  | [ 10 ] |
| موقع الآثار التاريخية في كاساس غرانديز                                     |      | ولاية شيواوا 30°22′33″N 107°57′20″W / 30.37583°N 107.95556°W                                                                                 | ثقافي: (iii)(iv)               | 146.72 (362.6)             | 1998  | [ 11 ] |
| جزر ريفياغيغيدو                                                            |      | ولاية كوليما 18°47′17″N 110°58′31″W / 18.78806°N 110.97528°W                                                                                 | طبيعي: (vii)(ix)(x)            | 636,685.375 (1,573,283.82) | 2016  | [ 12 ] |
| طريق تييرا أدينترو الملكي                                                  |      | Various states 22°36′29″N 102°22′45″W / 22.60806°N 102.37917°W                                                                               | ثقافي: (ii)(iv)                | 3,101.91 (7,665.0)         | 2010  | [ 13 ] |
| حرم المدينة الجامعية المركزي في الجامعة الوطنية المستقلة في المكسيك (UNAM) |      | مدينة مكسيكو 19°19′56″N 99°11′17″W / 19.33222°N 99.18806°W                                                                                   | ثقافي: (i)(ii)(iv)             | 176.5 (436)                | 2007  | [ 14 ] |
| الأديرة المقامة على منحدرات بوبوكاتيبتل (من القرن السادس عشر)              |      | ولاية موريلوس وولاية بويبلا 18°56′5″N 98°53′52″W / 18.93472°N 98.89778°W                                                                     | ثقافي: (ii)(iv)                | —                          | 1994  | [ 15 ] |
| محمية المحيط الحيوي في إل بيناكاتي وغران ديسيرتو                           |      | ولاية سونورا 32°0′0″N 113°55′0″W / 32.00000°N 113.91667°W                                                                                    | طبيعي: (vii)(viii)(x)          | 714,566 (1,765,730)        | 2013  | [ 16 ] |
| مدينة إل تاخين ما قبل الاستعمار الإسباني                                   |      | بابانتالا (فيراكروز 19°19′56″N 99°11′17″W / 19.33222°N 99.18806°W                                                                            | ثقافي: (i)(ii)(iv)             | 176.5 (436)                | 1992  | [ 17 ] |
| البعثات الفرنسيسكانية في سييرا غوردا في كويريتارو                          |      | ولاية كويريتارو 21°12′16″N 99°27′51″W / 21.20444°N 99.46417°W                                                                                | ثقافي: (ii)(iii)               | 103.7 (256)                | 2003  | [ 18 ] |
| المركز التاريخي في مدينة مكسيكو وخوتشيميلكو                                |      | مدينة مكسيكو 19°25′6″N 99°7′58″W / 19.41833°N 99.13278°W                                                                                     | ثقافي: (ii)(iii)(iv)(v)        | —                          | 1987  | [ 19 ] |
| المركز التاريخي في مدينة موريليا                                           |      | ميتشواكان 19°42′16″N 101°11′30″W / 19.70444°N 101.19167°W                                                                                    | ثقافي: (ii)(iv)(vi)            | 390 (960)                  | 1991  | [ 20 ] |
| المركز التاريخي في مدينة أوخاكا والموقع الأثري في مونتي ألبان              |      | ولاية واهاكا 17°3′43″N 96°43′18″W / 17.06194°N 96.72167°W                                                                                    | ثقافي: (i)(ii)(iii)(iv)        | 375 (930)                  | 1987  | [ 21 ] |
| المركز التاريخي في مدينة بويبلا                                            |      | ولاية بويبلا 19°2′50″N 98°12′13″W / 19.04722°N 98.20361°W                                                                                    | ثقافي: (ii)(iv)                | 690 (1,700)                | 1987  | [ 22 ] |
| المركز التاريخي في زاكاتيكاس                                               |      | ولاية زاكاتيكاس 22°46′0″N 102°33′20″W / 22.76667°N 102.55556°W                                                                               | ثقافي: (ii)(iv)                | 207.72 (513.3)             | 1993  | [ 23 ] |
| الدينة التاريخية المحصنة في كامبيتشي                                       |      | ولاية كامبيتشي 19°50′47″N 90°32′14″W / 19.84639°N 90.53722°W                                                                                 | ثقافي: (ii)(iv)                | 181 (450)                  | 1999  | [ 24 ] |
| منطقة المعالم التاريخية في مدينة كيريتارو                                  |      | ولاية كويريتارو 20°35′0″N 100°22′0″W / 20.58333°N 100.36667°W                                                                                | ثقافي: (ii)(iv)                | —                          | 1996  | [ 25 ] |
| منطقة المعالم التاريخية في تلاكوتالبان                                     |      | ولاية فيراكروز 18°36′30″N 95°39′30″W / 18.60833°N 95.65833°W                                                                                 | ثقافي: (ii)(iv)                | 75 (190)                   | 1998  | [ 26 ] |
| مدينة غواناخواتو التاريخية والمناجم المجاورة                               |      | ولاية غواناخواتو 21°1′1″N 101°15′20″W / 21.01694°N 101.25556°W                                                                               | ثقافي: (ii)(iv)                | 2,167.5 (5,356)            | 1988  | [ 27 ] |
| الكابينة التاريخية في غوادالاخارا                                          |      | ولاية خاليسكو 20°40′26″N 103°20′23″W / 20.67389°N 103.33972°W                                                                                | ثقافي: (i)(ii)(iii)(iv)        | —                          | 1997  | [ 28 ] |
| الجزر والمناطق المحمية في خليج كاليفورنيا                                  |      | ولاية باها كاليفورنيا، ولاية باها كاليفورنيا سور، ولاية سونورا، ولاية سينالوا، ولاية ناياريت 27°37′36″N 112°32′45″W / 27.62667°N 112.54583°W | طبيعي: (vii)(ix)(x)            | 688,558 (1,701,460)        | 2005  | [ 29 ] |
| ستديو ومنزل لويس باراغان                                                   |      | مدينة مكسيكو 19°25′6″N 99°11′54″W / 19.41833°N 99.19833°W                                                                                    | ثقافي: (i)(ii)                 | 0.1161 (0.287)             | 2004  | [ 30 ] |
| المحمية الطبيعية للفراشة الملكية                                           |      | ميتشواكان وولاية مكسيكو 19°36′23″N 100°14′30″W / 19.60639°N 100.24167°W                                                                      | طبيعي: (vii)                   | 13,551.552 (33,486.61)     | 2008  | [ 31 ] |
| مدينة بالينكي ما قبل الاستعمار الإسباني والمتنزه الوطني                    |      | تشياباس 17°29′0″N 92°3′0″W / 17.48333°N 92.05000°W                                                                                           | ثقافي: (i)(ii)(iii)(iv)        | 1,772 (4,380)              | 1987  | [ 32 ] |
| مدينة تشيتشن إيتزا ما قبل الاستعمار الإسباني                               |      | ولاية يوكاتان 20°40′0″N 88°36′0″W / 20.66667°N 88.60000°W                                                                                    | ثقافي: (i)(ii)(iii)            | —                          | 1988  | [ 33 ] |
| مدينة تيوتيهواكان ما قبل الاستعمار الإسباني                                |      | ولاية مكسيكو 19°41′30″N 98°50′30″W / 19.69167°N 98.84167°W                                                                                   | ثقافي: (i)(ii)(iii)(iv)        | 3,381.71 (8,356.4)         | 1987  | [ 34 ] |
| مدينة أوشمال ما قبل الاستعمار الإسباني                                     |      | ولاية يوكاتان 20°21′42″N 89°46′13″W / 20.36167°N 89.77028°W                                                                                  | ثقافي: (i)(ii)(iii)            | —                          | 1996  | [ 35 ] |
| كهوف ما قبل التاريخ في ياغول وميتلا في وادي أوكساكا                        |      | ولاية واهاكا 16°57′3″N 96°25′16″W / 16.95083°N 96.42111°W                                                                                    | ثقافي: (iii)                   | 1,515.17 (3,744.1)         | 2010  | [ 36 ] |
| المدينة المحمية في سان ميغيل دي أليندي وحرم يسوع المسيح من أتوتونليكو      |      | ولاية غواناخواتو 20°54′52″N 100°44′47″W / 20.91444°N 100.74639°W                                                                             | ثقافي: (ii)(iv)                | 46.95 (116.0)              | 2008  | [ 37 ] |
| الرسومات الصخرية في سييرا دي سان فرانسيسكو                                 |      | ولاية باها كاليفورنيا سور 27°39′20″N 112°54′58″W / 27.65556°N 112.91611°W                                                                    | ثقافي: (i)(iii)                | 182,600 (451,000)          | 1993  | [ 38 ] |
| سيان كان                                                                   |      | ولاية كينتانا رو 19°23′0″N 87°47′30″W / 19.38333°N 87.79167°W                                                                                | طبيعي: (vii)(x)                | 528,000 (1,300,000)        | 1987  | [ 39 ] |
| ملجأ الحيتان في محمية إل فيزكايتو]]                                        |      | ولاية باها كاليفورنيا سور 27°47′32″N 114°13′40″W / 27.79222°N 114.22778°W                                                                    | طبيعي: (x)                     | 369,631 (913,380)          | 1993  | [ 40 ] |

### القائمة المؤقتة
إضافة للمواقع المدرجة في قائمة التراث العالمي، يوجد في المكسيك العديد من المواقع في القائمة المؤقتة ليُنظر في ترشيحها مستقبلاً. تقبل الترشيحات في قائمة التراث العالمي إذا كان الموقع المرشح مدرجاً في القائمة المؤقتة. حتى عام 2017، بلغ عدد المواقع المكسيكية في القائمة المؤقتة 22 موقعاً:
- غابات تشابولتيبيك وتلة وقلعة تشابولتيبيك (2001)
- مدينة ألاموس التاريخية (2001)
- كنيسة سانتا بريسكا ومحيط [[تاكسكو (2001)
- [[مدينة كانتونا ما قبل الاسبان (2001)
- مدينة تشيكوموستوك العظمى - لا كويمادا (2001)
- الموقع التاريخي لمدينة سان سيباستيان الغربية(2001)
- متحف فريدا كاهلو (2001)
- وادي الشموع (2004)
- منطقة حماية النباتات والحيوانات في كواترو سينيغاس (2004)
- المدنية التاريخية الملكية للعذراوات الأحد عشر ألفاً في كوسالا في ولاية سينالوا (2004)
- [[طريق أويكول عبر المواقع المقدسة إلى ويريكوتا (2004)
- [[منطقة نهر لاكانتون - نهر أوسوماسينتا]] (2004)
- محمية المحيط الحيوي في بانكو تشينتشورو (2004)
- تيكوواك (2004)
- كويتزالان ومحيطها التاريخي والثقافي والطبيعي (2006)
- مدينة إيزامال التاريخية (مدينة تاريخية من عهد المايا) - 2008)
- لوس بيتينس - سيليستون (2008)
- لاس بوزاس، خيليتلا (2008)
- قوس الوقت في نهر لا فينتا (2010)
- تيهواكان - محمية المحيط الحيوي في مقاطعة كويكاتلان (2012)
- حلقة سينوتي لفوهة تشيكشولوب في ولاية يوكاتان (2012)
- لاس لابراداس، الموقع الأثري سينالوا (2012)

## الموقع
المواقع المرقمة: 1. المركز التاريخي في مدينة مكسيكو، 2. المدينة الجامعية، 3. شوتشيك الكو، 4. أديرة منحدرات بوبوكاتيبتيل، 5. منزل واستديو لويس باراغان، 6. تيوتيهواكان، 7. محمية الفراشة الملكية، 8. أكويداكت بيدري تيمبليكي
Legend:  مواقع التراث العالمي الثقافية؛  مواقع التراث العالمي الطبيعية؛  مواقع التراث العالمي التاريخية والطبيعية (مختلطة)
Note: The Camino Real de Tierra Adentro inscribed property encompasses 59 cities, towns, bridges, haciendas and other monuments along some 1,400 km of the route. The point shown on the map is an approximate midpoint between historic Mexico City, the southernmost site, and the town of Valle de Allende, the most northern site. For a description and location of each site, see the UNESCO entry.